# Ceratina paraguayensis
Ceratina paraguayensis là một loài Hymenoptera trong họ Apidae. Loài này được Schrottky mô tả khoa học năm 1907.